# 国府津車両センター
国府津車両センター（こうづしゃりょうセンター）は、神奈川県小田原市にある東日本旅客鉄道（JR東日本）首都圏本部の車両基地である。

## 概要
東海道本線（東海道線区間）の輸送力増強計画（東海道貨物線の新設）および横須賀線列車の品川からの地下ルート乗り入れ（総武快速線と直通運転）に伴い、車両数が大幅に増加する。しかし、従来から運用している田町電車区、大船電車区、静岡運転所（いずれも当時の名称）だけでは収容力が不足することから、当車両基地が新設された。
同時期には幕張電車区（当時）も新設されており、東海道線車両は田町電車区と国府津電車区、横須賀線車両は大船電車区、総武快速線車両は幕張電車区の配置とすることに整理された。当初は1974年（昭和49年）4月の使用開始を予定していたが、東海道線・横須賀線の分離運転（いわゆるSM分離）が住民の反対運動により遅れたため、1975年（昭和50年）10月に一部使用開始、1976年（昭和51年）4月に電車区の全面使用開始に見直されたが、最終的には1979年（昭和54年）10月使用開始まで遅れた。
東海旅客鉄道（JR東海）御殿場線の国府津駅と下曽我駅のほぼ中間に位置し、御殿場線の線路の西側に並行している。車両の入出区は、国府津駅から御殿場線に沿って延びる入出区線を介して行われる。
敷地は南北方向に約1,200 m、東西方向に約120 mと広大な敷地を持つ。収容車両数は410両である。用地は1969年（昭和44年）頃に東海道本線真鶴トンネル掘削により発生した残土（岩石等）を田畑に埋め立て、盛り土して開拓された場所である。建設費用（1969年時点の計画）は、用地買収費が約16億円、工事費用が約32億円、総額約48億円である。

## 構内
主に仕業検査と機能保全（従来の交番検査に相当）を担当する。業務の一部はJR東日本運輸サービスに委託している。
当車両センターは、中央付近の検修区事務所を境に国府津方を電留線、下曽我方を北群線と呼んでいる。基本的に電留線は車両の留置用として、北群線は検査や清掃作業に使用している。
電留線は御殿場線の線路寄りから
- 1番 - 21番線の電留線が並んでいる[6]。

北群線では御殿場線の線路寄りから
- 北1番線　電留線の1番線から転削線（車輪転削庫設置）を通して繋がっている。
- 北2番 - 北4番線は仕業検査・洗浄線（手洗浄作業台設置）
  - 洗浄線入り口には車両洗浄装置を配置[5]。薬液噴霧装置と約26 m間隔をあけた清水洗浄装置から構成される[5]。電留線→北群線の片方向で使用する[5]。
- 北5番 - 北8番線は留置線
  - 北2 - 4番線間と北7・8番線間には屋根上点検台があり、仕業検査に対応している[6]。
- 北9番 - 北11番線は交番検査庫（機能保全を実施）
  - 北9番・北10番線は電車区開設当時からあり、11両編成×2本が収容できる[注 1]（延長226.0 m・幅13.5 m[7]）。
  - 北11番線は2013年の田町車両センター廃止時、車両の転入に伴う検修車両の増加に対応して増設された[6]（10両編成×1本収容）。元々は倉庫と検修職場が配置されていた[4]。
- 北12番・北13番線は台車検査庫[注 2]・修繕庫（リフティングジャッキや天井クレーンを備えており、機器の吊り替えや修理等を行う[5][6]）

当車両センター所属車両のほか、鎌倉車両センター中原支所所属の南武線用E233系の車輪転削も行っている。

## 歴史
- 1887年（明治20年）7月 - 国府津駅開業とともに国府津機関区が開設される[8]。
- 1968年（昭和43年）2月 - 現在地に国府津機関区国府津電車基地を開設する計画が決定[8]。
- 1972年（昭和47年） - 車両基地の統廃合により国府津機関区は配置車両がなくなり、運転部門（乗務員所属）となる[9]。
- 1973年（昭和48年）2月 - 地上設備の工事に着手[8]。
- 1975年（昭和50年）11月17日 - 電留線8本にて一部供用開始[8][10]。
- 1979年（昭和54年）10月1日 - 翌1980年の東海道線・横須賀線の分離運転（いわゆるSM分離）に先立ち、電留線15本（配置450両・留置能力280両）の車両基地として、大船電車区・田町電車区などから電車を転入して車両配置が開始される[11]。当時は日本国有鉄道東京南鉄道管理局の管轄で略号は「南コツ」（名称は国府津機関区電車基地）。
- 1980年（昭和55年）10月1日 - 全面供用開始となり国府津運転所に改称。
- 1985年（昭和60年）11月1日 - 運転部門を分離し、国府津電車区に改称[6]。
- 1987年（昭和62年）4月1日 - 国鉄分割民営化によりJR東日本に移管し、東京圏運行本部の管轄となった。略号は「東コツ」。
- 1996年（平成8年）10月1日 - 横浜支社の発足により同支社に移管される。略号は「横コツ」。12月には全線が横浜支社の管轄となった相模線用205系500番台が転入。
- 2004年（平成16年）6月1日 - 組織改編に伴い国府津車両センターに改称[6]。

## 配置車両に記される略号
「都コツ」 - 首都圏本部を意味する「都」と、国府津を意味する「コツ」から構成される。

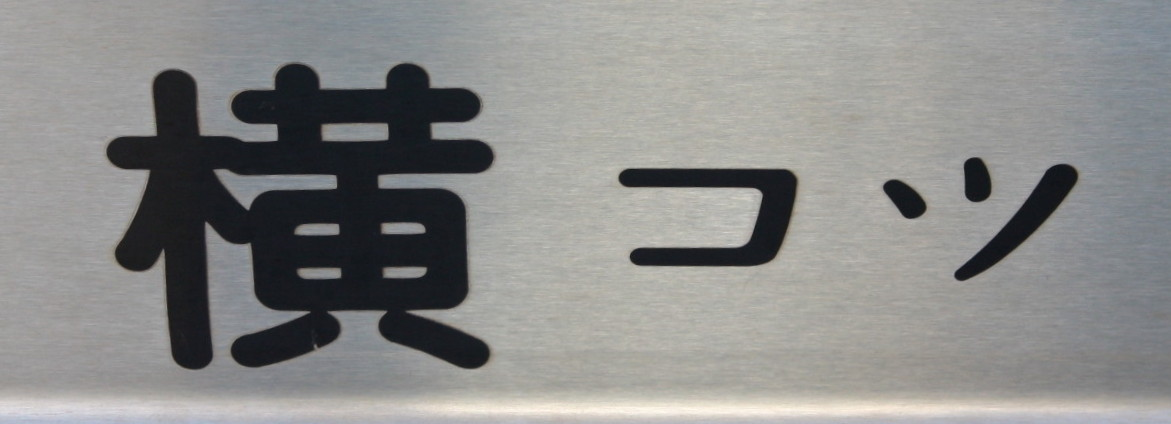
国府津車両センター 所属略号

## 配置車両
配置車両は以下の通り。以下に示す車両は全て電車である。2024年4月1日現在のデータ。
| 電車  | 気動車 | 機関車 | 客車 | 貨車 | 合計  |
| ----- | ------ | ------ | ---- | ---- | ----- |
| 913両 | 0両    | 0両    | 0両  | 0両  | 913両 |

E231系1000番台（590両）
- 10両基本編成42本（K-01 - K-42編成）と5両付属編成34本（S-01 - S-34編成）が配置されている。基本編成の4・5号車は2階建てグリーン車である。付属編成は基本編成の前橋・宇都宮方に連結され、最大15両編成を組む。
- 2004年1月[13]から2006年にかけて新製されたが、小山車両センター配置の基本編成へのグリーン車組み込みとの兼ね合いで、K-01編成[注 3]を除く基本編成の6・7号車には小山からの転入車（サハE231-1000）が組み込まれている。
- 運用は以下の区間の普通・快速列車等で行われている。
  - 東海道線 東京 - 沼津間（JR東海管内）
  - 伊東線
  - 上野東京ライン
  - 湘南新宿ライン（東海道線 - 高崎線系統・宇都宮線 - 横須賀線系統）
  - 横須賀線（逗子 - 大船間）
  - 宇都宮線 （東北本線）（上野 - 宇都宮）
  - 高崎線 - 付属編成の運用は深谷発着列車を除き籠原駅以南である。
  - 上越線（高崎 - 新前橋間）
  - 両毛線（新前橋 - 前橋間）
- 付属編成は、2012年3月のダイヤ改正まで御殿場線（国府津 - 山北間）の運用が存在した。

E233系3000番台（275両）
- 10両基本編成17本（E-01 - E-17編成）と5両付属編成21本（E-51 - E-67編成、E-71 - E-74編成）が配置されている。
- 2007年にE-01+E-51編成が製造され、2008年3月10日よりE217系との共通運用で営業運転を開始した。E-02+E-52編成は2010年に増備された。
- 2013年3月16日ダイヤ改正での田町車両センター改組により、2011年から2012年にかけて製造されたE-03・E-53以降の編成（元NT編成）が転入した。これらの編成はE-01・E-02編成と異なり6号車には車いす非対応洋式トイレが設置されている。この転入によりE編成が共通運用となり、E217系と運用が分離された。
- 2014年3月15日のダイヤ改正からは、JR東海管内の沼津駅への乗り入れも開始した。以前は基本的には終日15両編成で、東海道線東京 - 熱海間（回送は伊東線来宮駅まで）での運用となっていた。
- 2014年度には、付属編成2編成の増備に加え、基本・付属各1編成が高崎車両センターから転入した。
- 2015年3月14日のダイヤ改正以降はE231系と共通運用となっている。E231系と共通運用になったことで、E231系とE233系の併合も行われている。また、従来はなかった湘南新宿ラインでの運用や上野東京ライン経由の宇都宮線・高崎線への乗り入れ、伊東線直通運用も開始した。
- 2017年3月2日に、郡山車両センターにてE-53編成のサハE233-3003の床下に線路モニタリング装置が取付けられた[14]。

E131系500番台（48両）
- 4両編成12本（G-01 - G-12編成）が配置されている。2021年7月から2022年1月にかけて新製された。
- 湘南・相模統括センターを運行上の中心として、相模線で運用されている。
- 2022年3月12日のダイヤ改正よりワンマン運転を開始した。

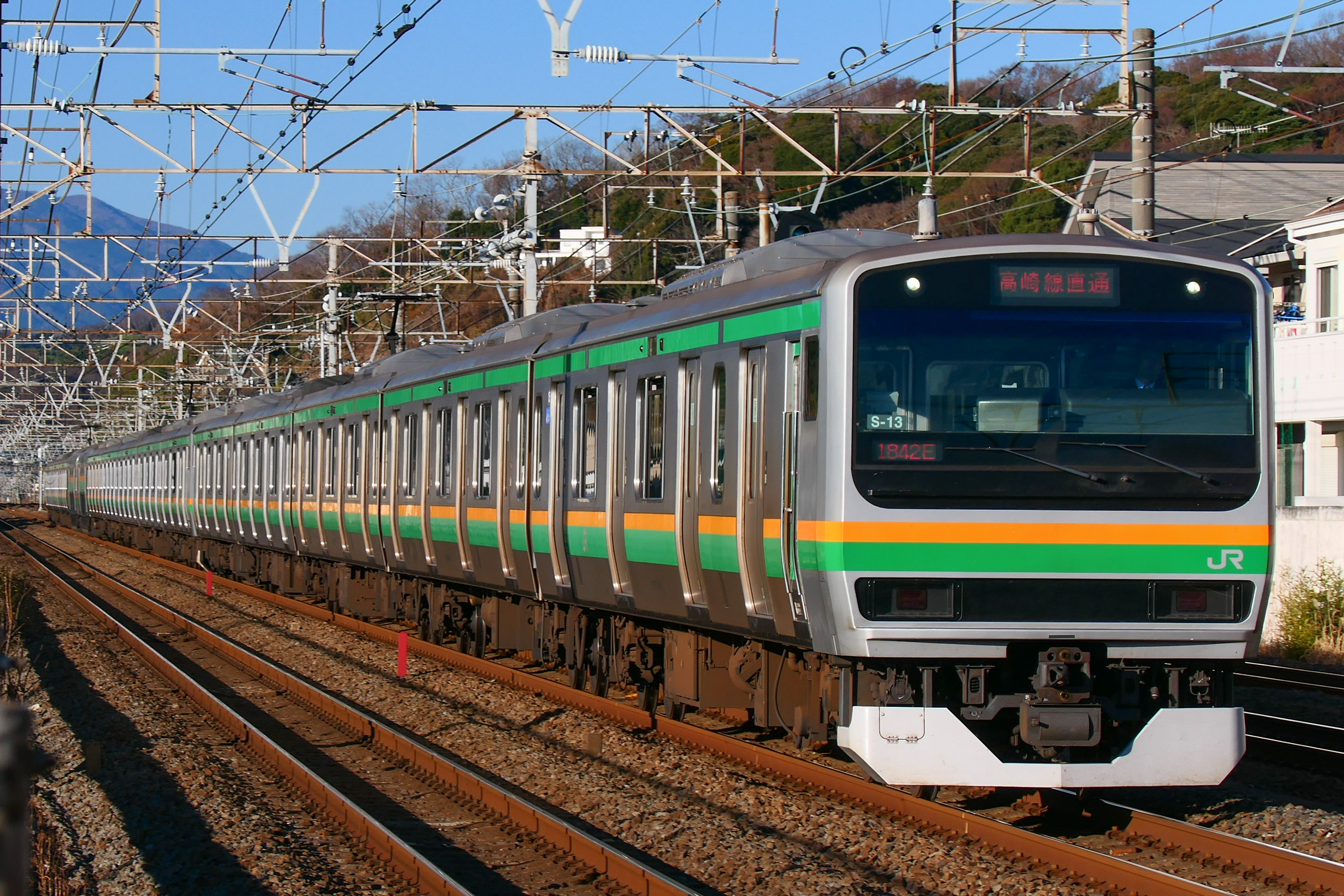
E231系1000番台
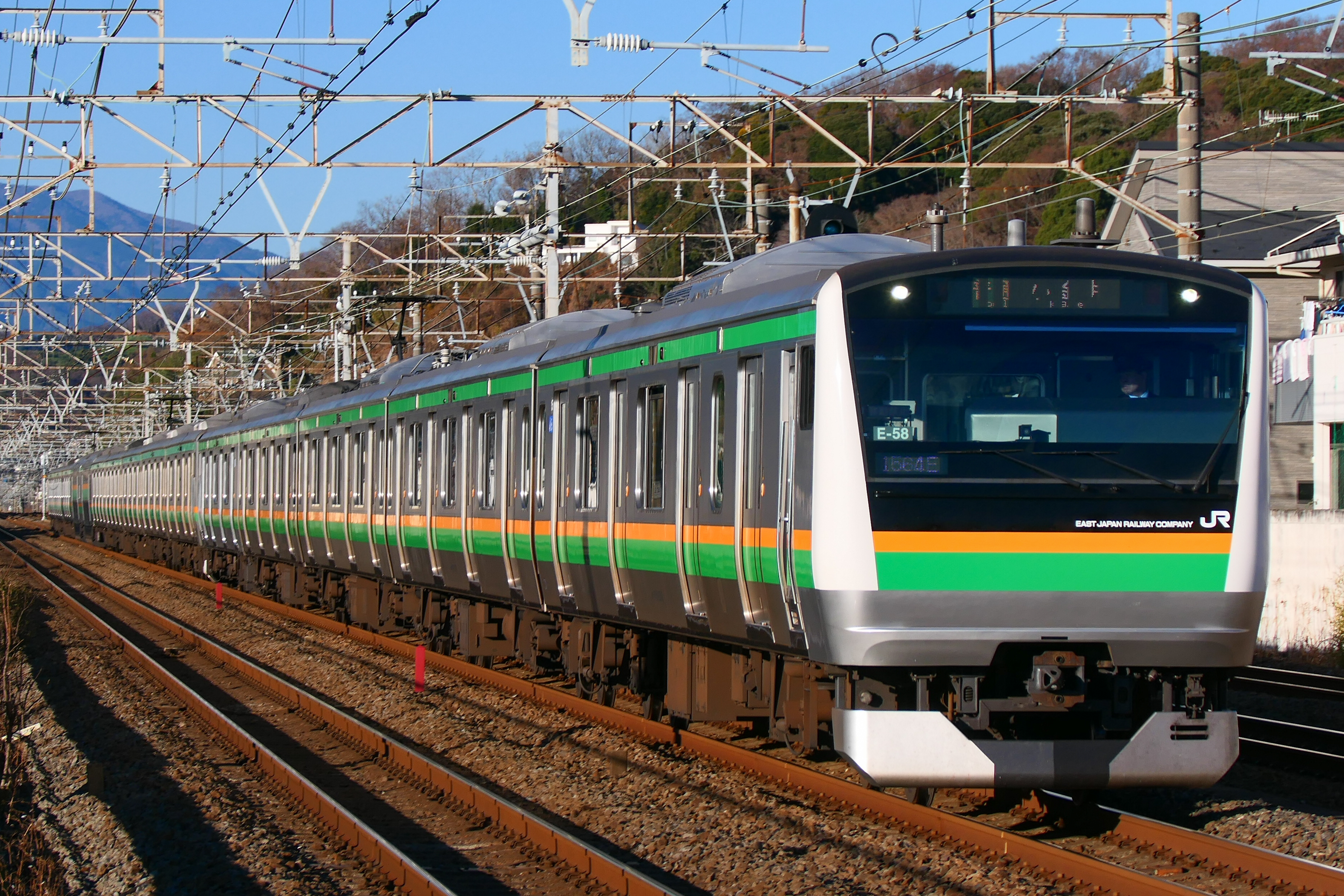
E233系3000番台
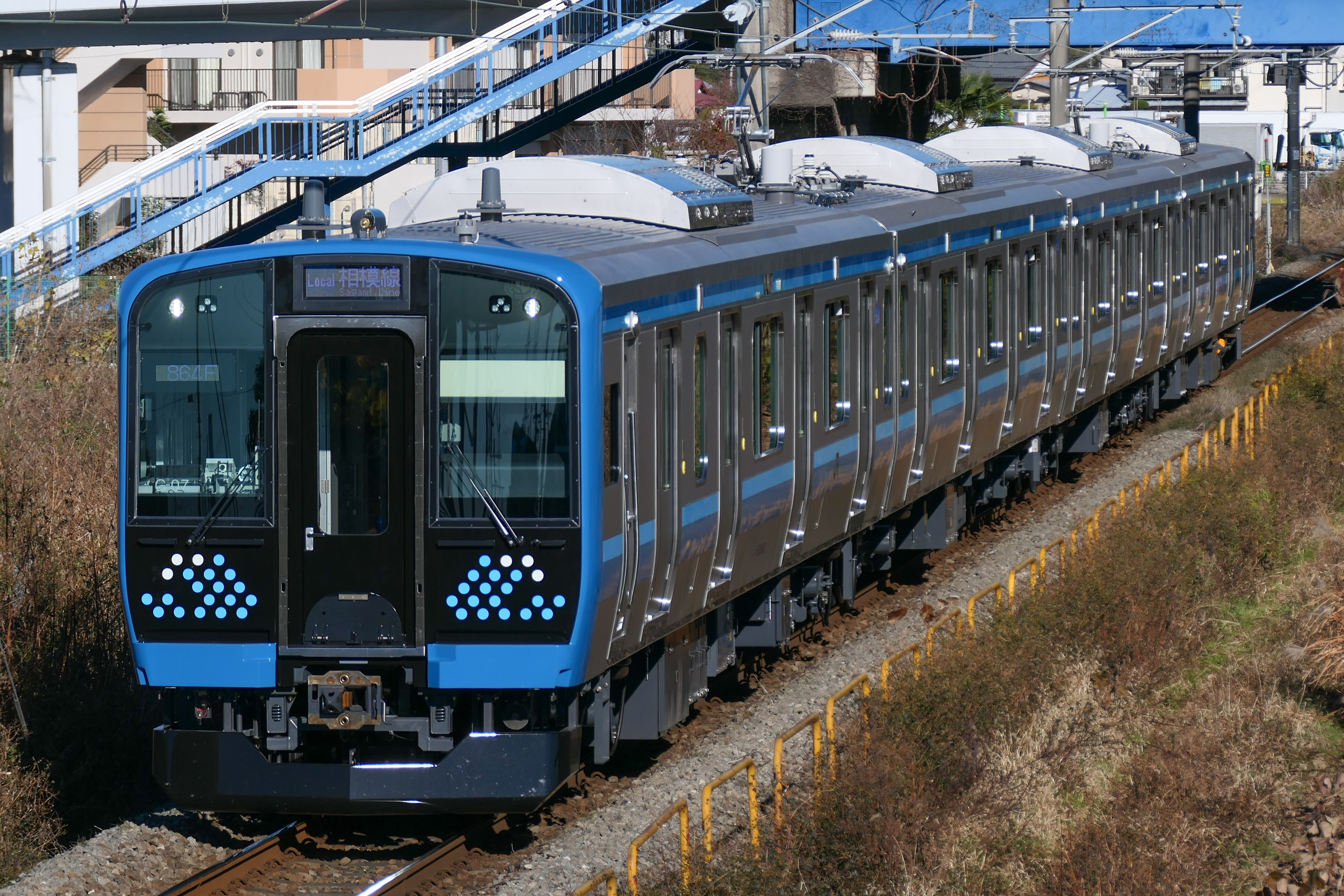
E131系500番台

### 過去の配置車両
651系
- 大宮総合車両センターから転入した1000番台4両編成1本（IR01編成）が、再改造の上配置された。
- 2020年まで、土・休日運行の臨時快速「伊豆クレイル」で運用されていた。
- 編成は、1号車クロ650-1007 、2号車モハ650-1007、3号車モロ651-1007、4号車クロ651-1101であった。
- 2020年10月8日から9日にかけて長野総合車両センターに回送され、同年10月10日付で廃車された。

205系
- 2022年4月1日時点では500番台4両編成13本（R01 - R13編成）が配置されていた[15]。
- 1996年12月に豊田電車区から転入した。
- 湘南・相模統括センター(旧茅ヶ崎運輸区)を運行上の中心として、相模線および横浜線橋本 - 八王子間で運用され、茅ケ崎 - 国府津車両センター間は送り込みの回送列車で走行していたが、2022年3月12日のダイヤ改正で営業運転を終了した。
- 2022年4月から2023年1月にかけて4両編成12本が廃車され[16]、最後まで残ったR01編成が2023年2月16日に長野総合車両センターに回送され、同年4月4日付で廃車された[17]。

215系
- 10両編成4本（NL1 - NL4編成）が配置されていた。2013年3月16日ダイヤ改正での田町車両センターの改組により、全車が転入した。
- 「湘南ライナー」・「おはようライナー新宿」・「ホリデー快速ビューやまなし」で運用されたが、2021年3月13日のダイヤ改正で営業運転を終了した。
- 2022年1月3日付で当形式は廃形式となった。

E217系
- 2015年4月時点で10両基本編成1本と5両付属編成1本が配置されていた。
- 2006年3月18日のダイヤ改正では、朝ラッシュ時の湘南新宿ライン増発と横須賀線運転本数の削減により、鎌倉総合車両センターで余剰が発生した。これを東海道本線・伊東線の113系置き換えに活用することになり、F01 - F03・F51 - F53編成の45両が転入した。転入に際しては、サハE217形0番台の組み換え、湘南色の帯への変更、先頭車前面右側にあったロゴの撤去が施された。その後、2008年にF02・F52編成が鎌倉車両センター配置車の機器更新工事に伴う予備車確保のため、2010年にはF01・F51編成が横須賀線武蔵小杉駅開業に伴う増発用として鎌倉車両センターへ再転出した。2012年には、再びF02・F52編成が転入した。
- 基本的には終日15両編成で、東海道線東京 - 熱海間（回送は伊東線来宮駅まで）で運用されていた。
- 検査などにより編成に不足が生じた際にはE231系やE233系が代走した。
- 2007年7月から9月まで、編成ごとにデザインが異なる「東海道線横浜駅 - 国府津駅間開業120周年記念」ステッカーが先頭車前面に貼付された。
- 2015年3月14日の改正で東海道線での運用を終了し[18]、鎌倉車両センターへ再転出した[19]。

クモハ40形
- 1979年10月の電車基地開設に際して2両（40054・40074）が大船電車区から事業用代用として転入した[20]。国府津駅と電車区との間の職員輸送用および牽引車代用とされ[21]、民営化後にはイベント用に転用されるも、稀に国府津 - 国府津車両センター間の社員通勤用にも使用された。40074は、青梅線でのイベントに使用された直後の1998年5月7日に全般検査目的で大船工場に自力回送され、検査自体は実施されたが、そのまま大船工場内に留置された。40054は1999年頃まで、前述の職員輸送等にも時折使用されていたが、2000年3月6日、大船工場に自力回送され、これが実質的に最後の本線上自力走行となった。10日後の2000年3月16日には40054・40074揃ってEF64形の牽引により大宮工場に搬入され、以後は保留車扱いとなっていた[22]。2006年から2007年にかけて廃車され、2007年以降、クモハ40054は青梅鉄道公園で、クモハ40074は鉄道博物館で静態保存されている。

クモユニ74形
- 郵便荷物車。1979年10月の電車基地開設に際して0番台12両・200番台3両が田町電車区から転入した[20]。

クモヤ90形
- 牽引車。1979年10月の電車基地開設に際して1両 (90009) が小山電車区から転入した[20]他、後年に90013も武蔵小金井電車区から転入した。

クモヤ145形
- 牽引車。2004年4月時点では、119・125の2両が配置されていた[13]。

クモヤ143形
- 牽引車。2004年4月1日現在では、4・7・10の3両が配置されていた[13]。構内入換作業のほか、国府津 - 国府津車両センター間の社員通勤用にも使用された。
- クモヤ143-4は2007年8月、東京総合車両センターでの定期検査施工の際、標準の青色+警戒色から113系と同一の湘南色の車体塗装に変更された。2011年4月6日に長野総合車両センターに回送され[23]、4月7日付けで廃車となった。

113系
- 1979年10月の電車基地開設に際し、182両が大船電車区から転入して配置が開始された[24]。
- E231系への置き換えが開始される前の2004年4月1日現在では、11両基本編成34本（K41 - K63・K65 - K75編成）と4両付属編成17本（S81 - S97編成）、訓練車4両編成の計446両が配置されており[13]、基本編成は東海道線（東京 - 静岡間）と伊東線、付属編成は東海道線（東京 - 熱海間）と御殿場線（国府津 - 御殿場間）で運用された[13]。付属編成はS編成のほかに東海旅客鉄道（JR東海）静岡車両区のT編成も用いられ[13]、互いの運用を代走することもあった。
- 2006年（平成18年）3月18日のダイヤ改正で定期営業運転を終了。その後、クハ111形とモハ113・112形ユニットの一部（主に2000番台）は横須賀色に車体塗装を変更した上で幕張車両センターに転出し、同センターの0・1000番台初期車を置き換えた。また、サロ124形・サロ125形は全車が211系に改造され田町車両センターおよび高崎車両センターに転属となった。それ以外の車両は全車廃車された。
- 定期営業運転終了直前には残存する編成4本の前面に「113系と桜・富士山・日の出」「緑とオレンジの縁取りに山々」「富士山と散り行く桜」「クリーム地に文字のみ」4種類のデザインによるステッカー式ヘッドマークを当センターで制作・貼付して運転された。

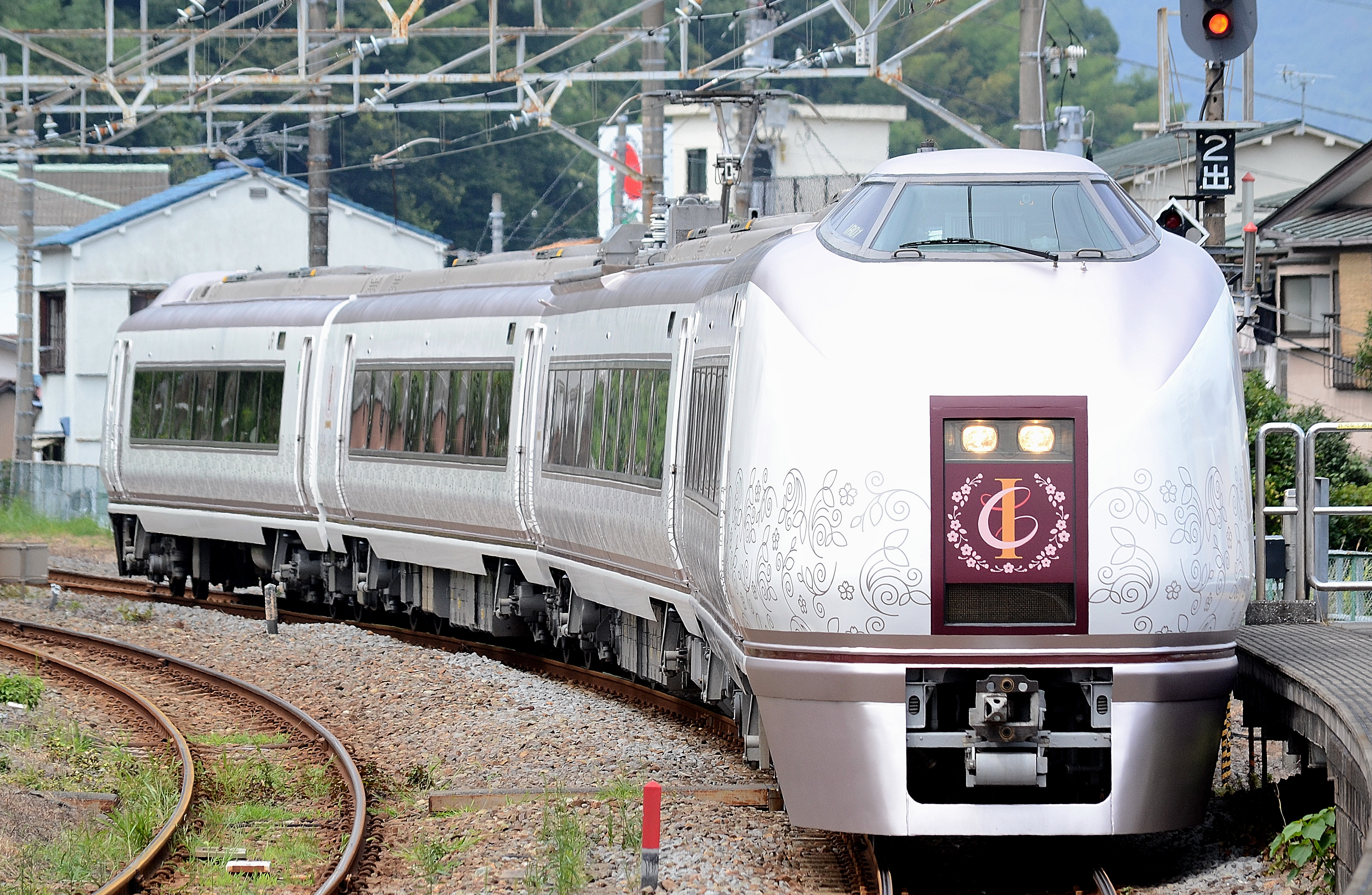
651系 IZU CRAILE
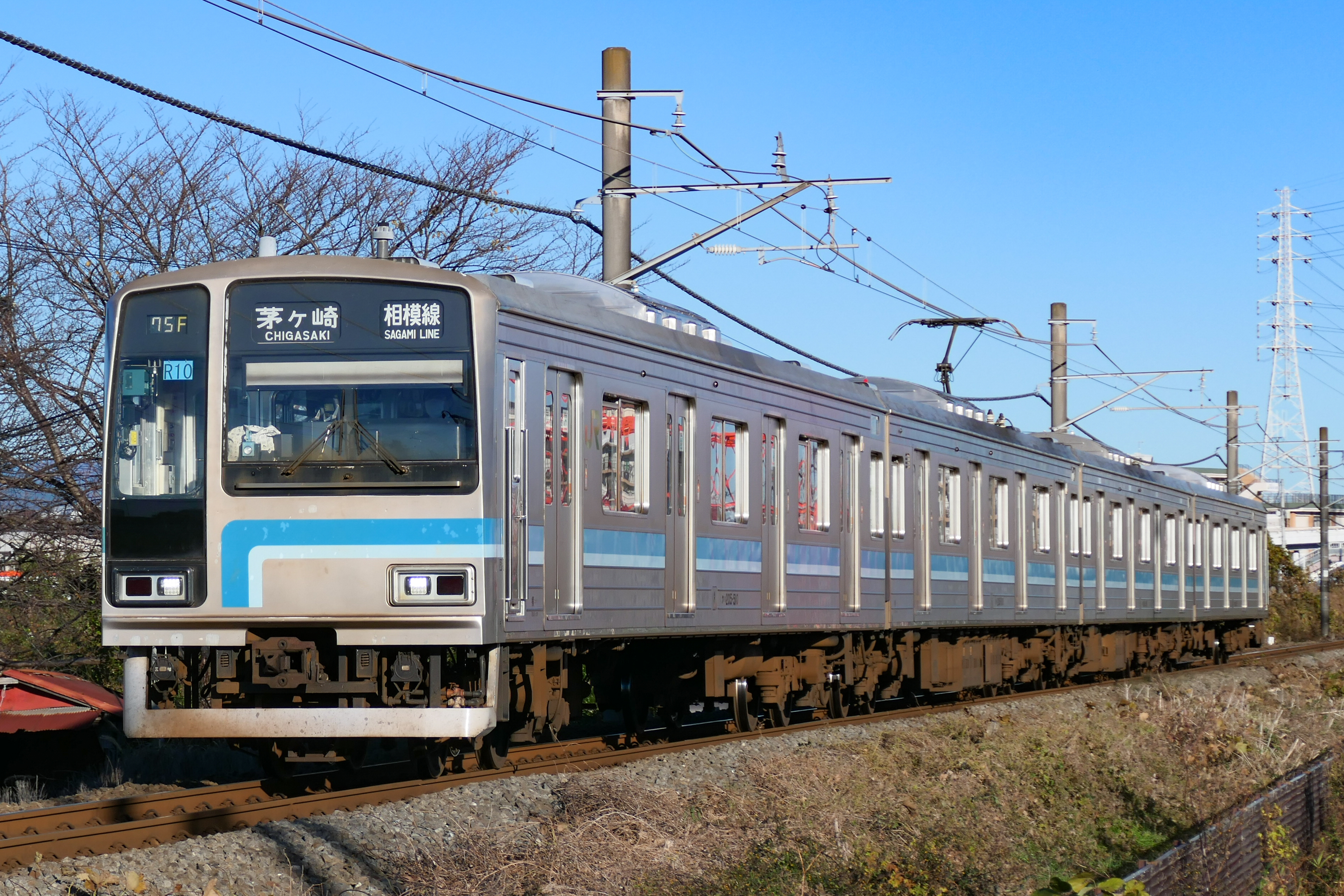
205系500番台
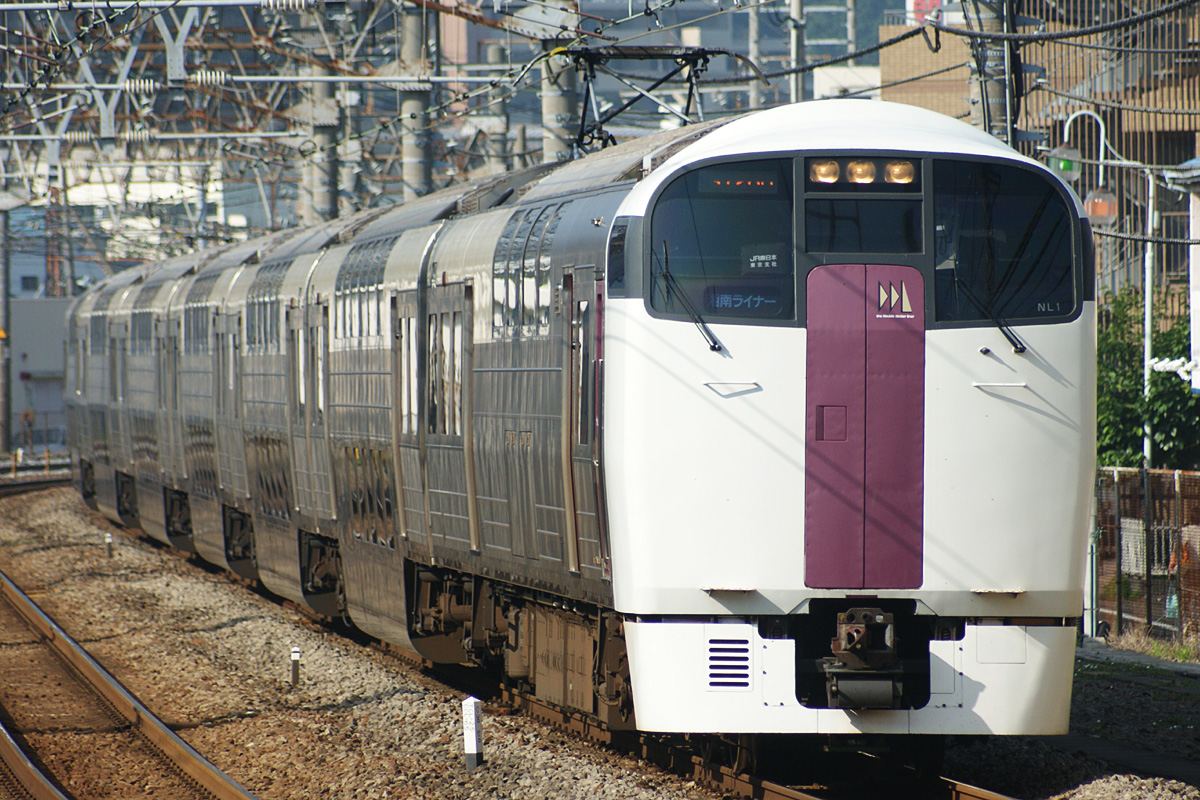
215系
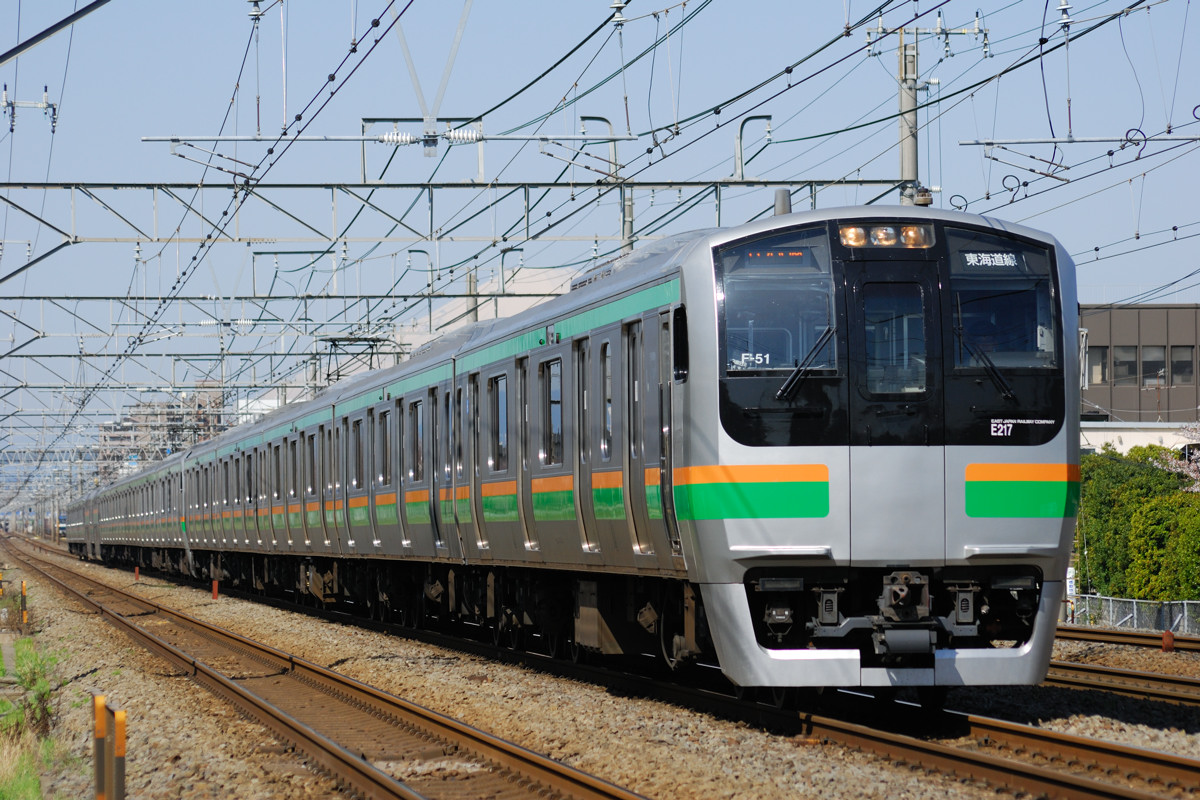
E217系
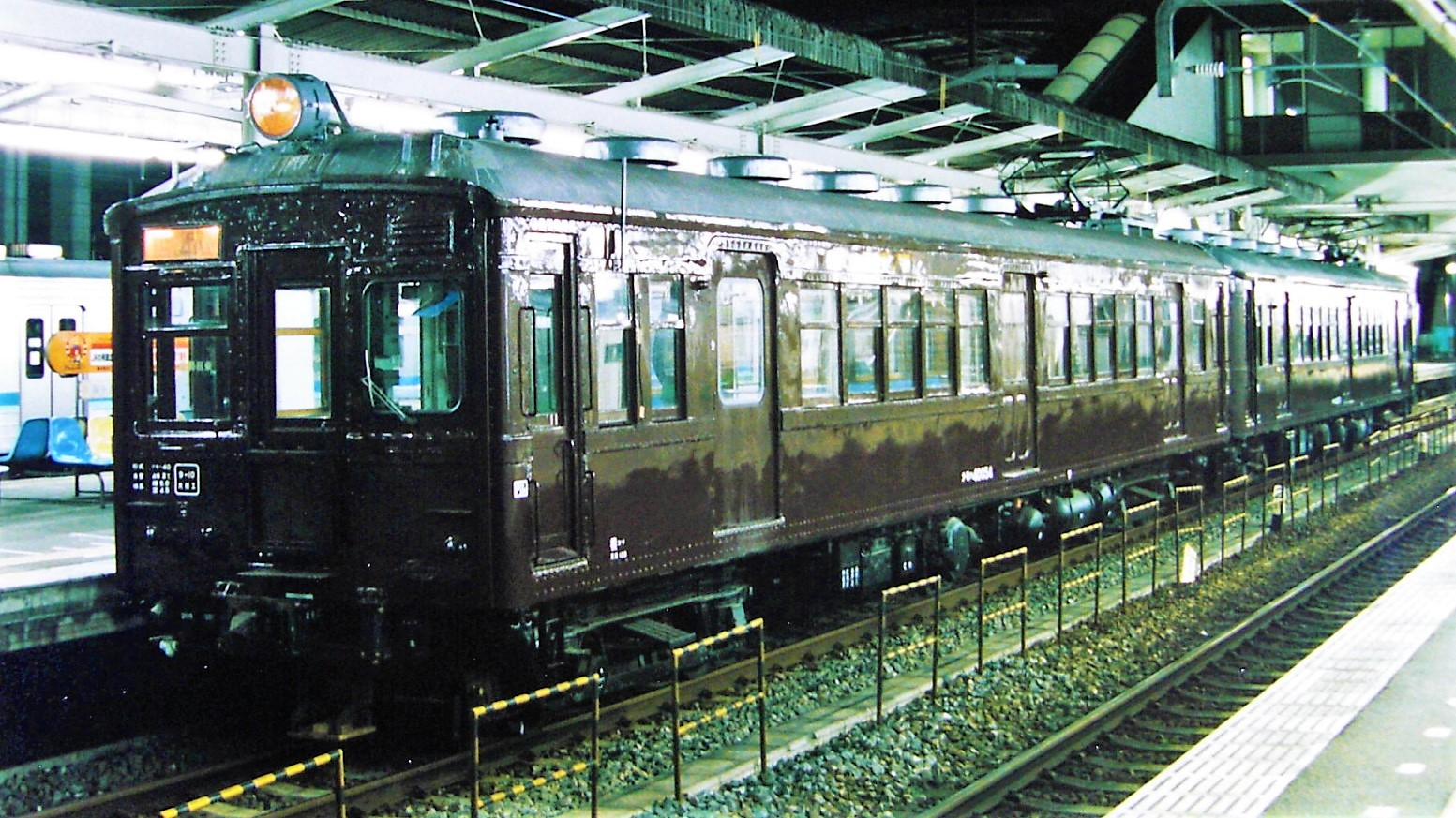
クモハ40054
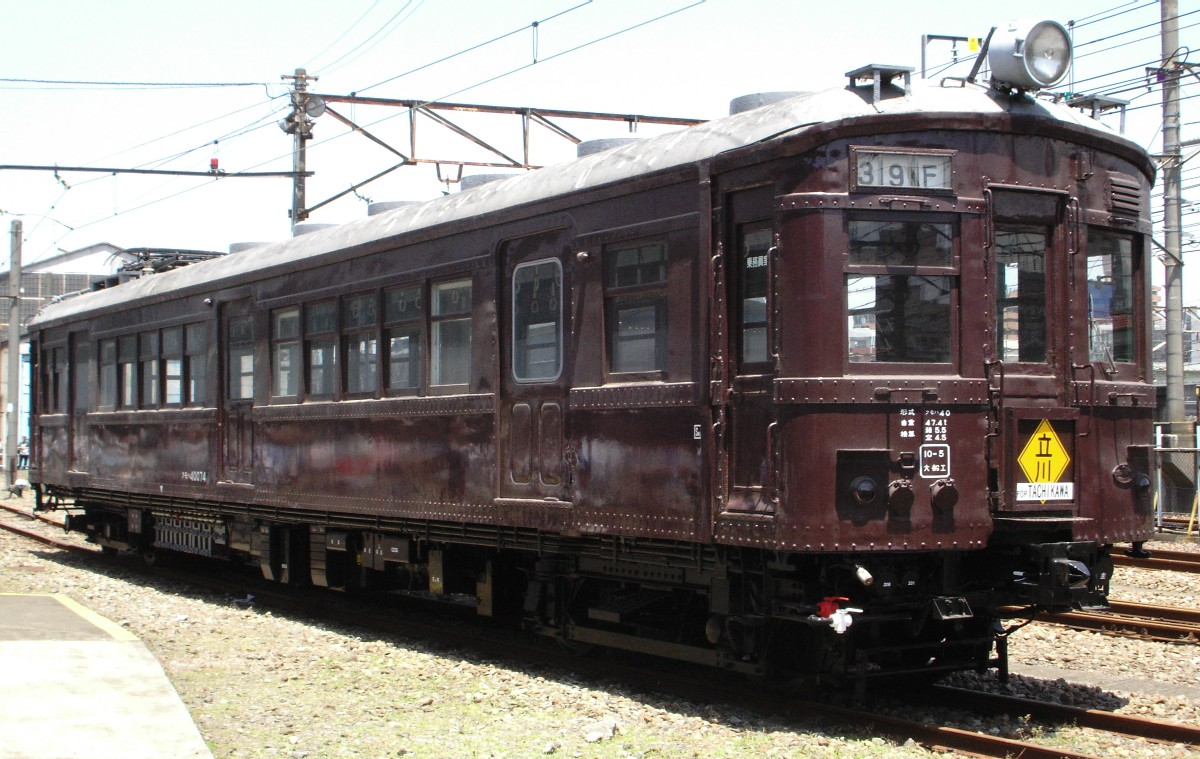
クモハ40074
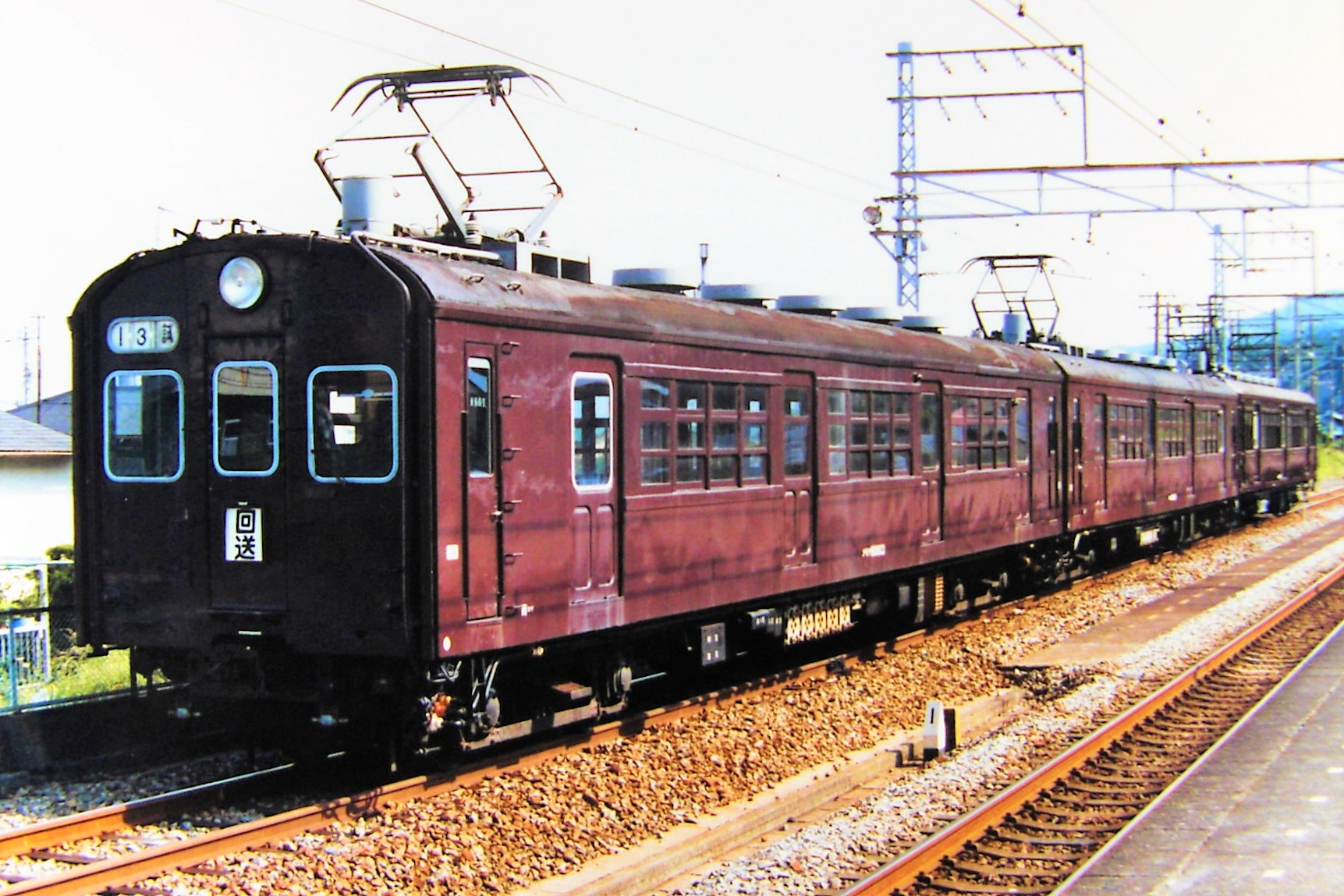
クモヤ90013
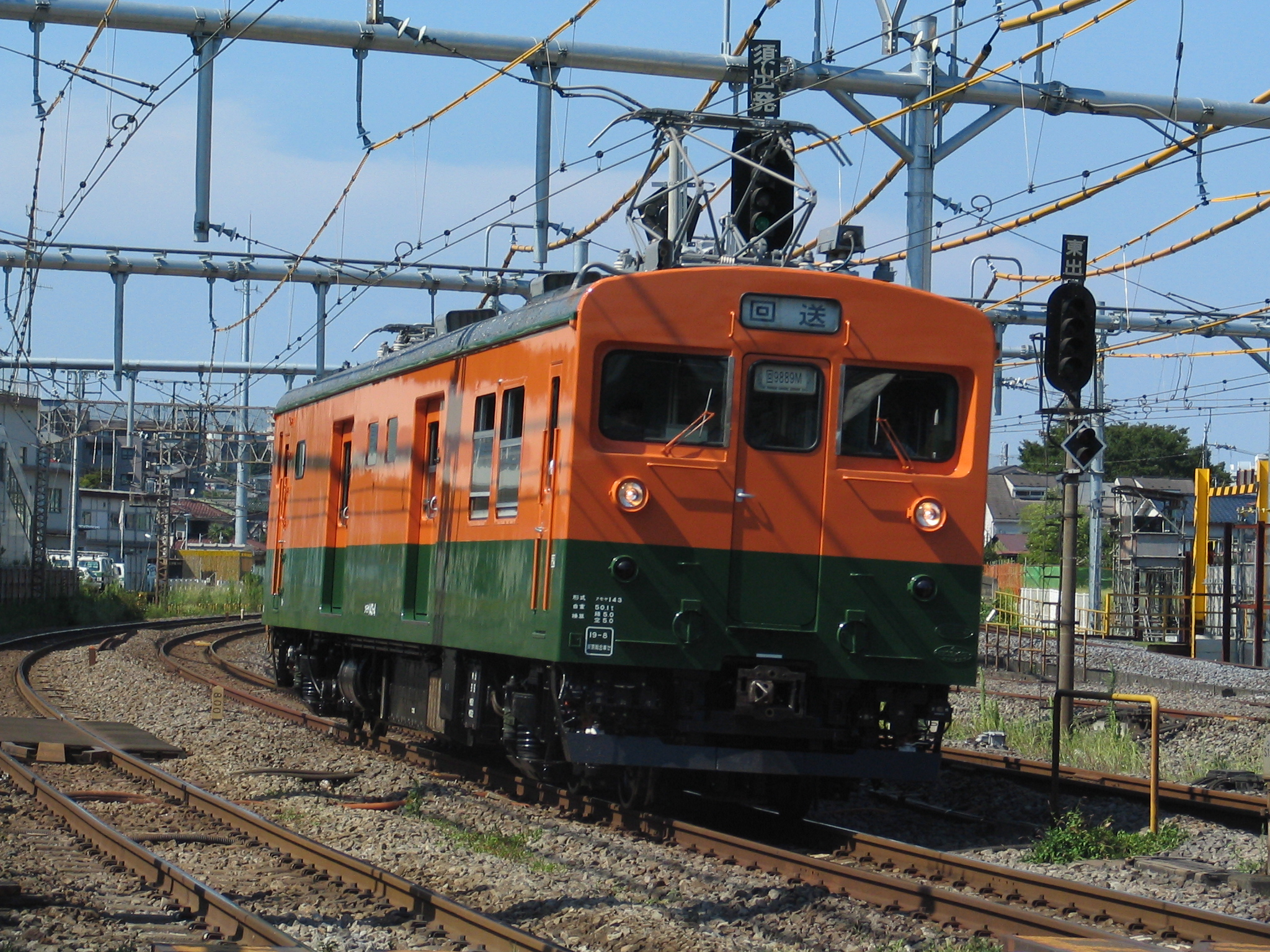
クモヤ143-4
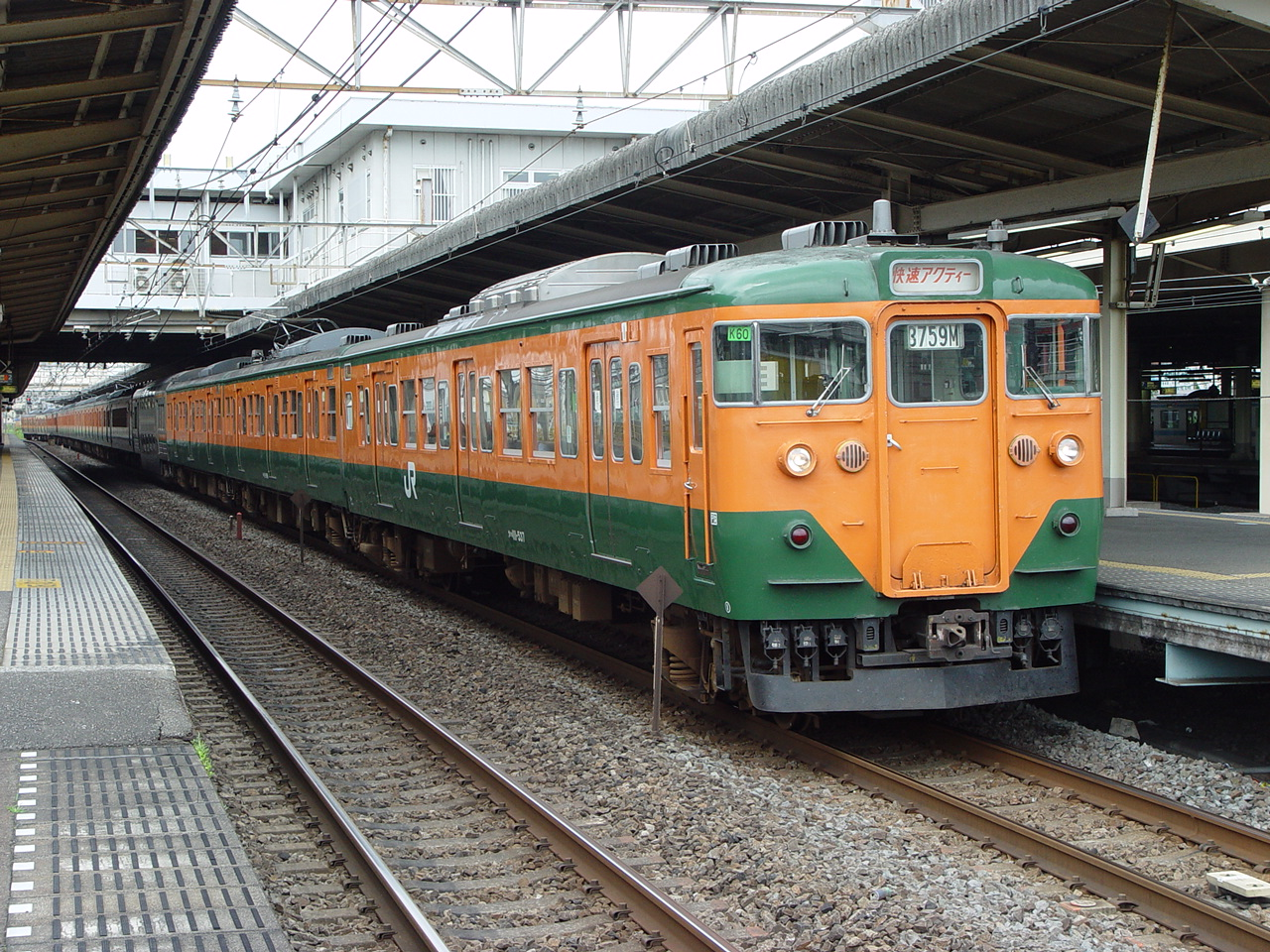
113系

113系ステッカー式ヘッドマーク
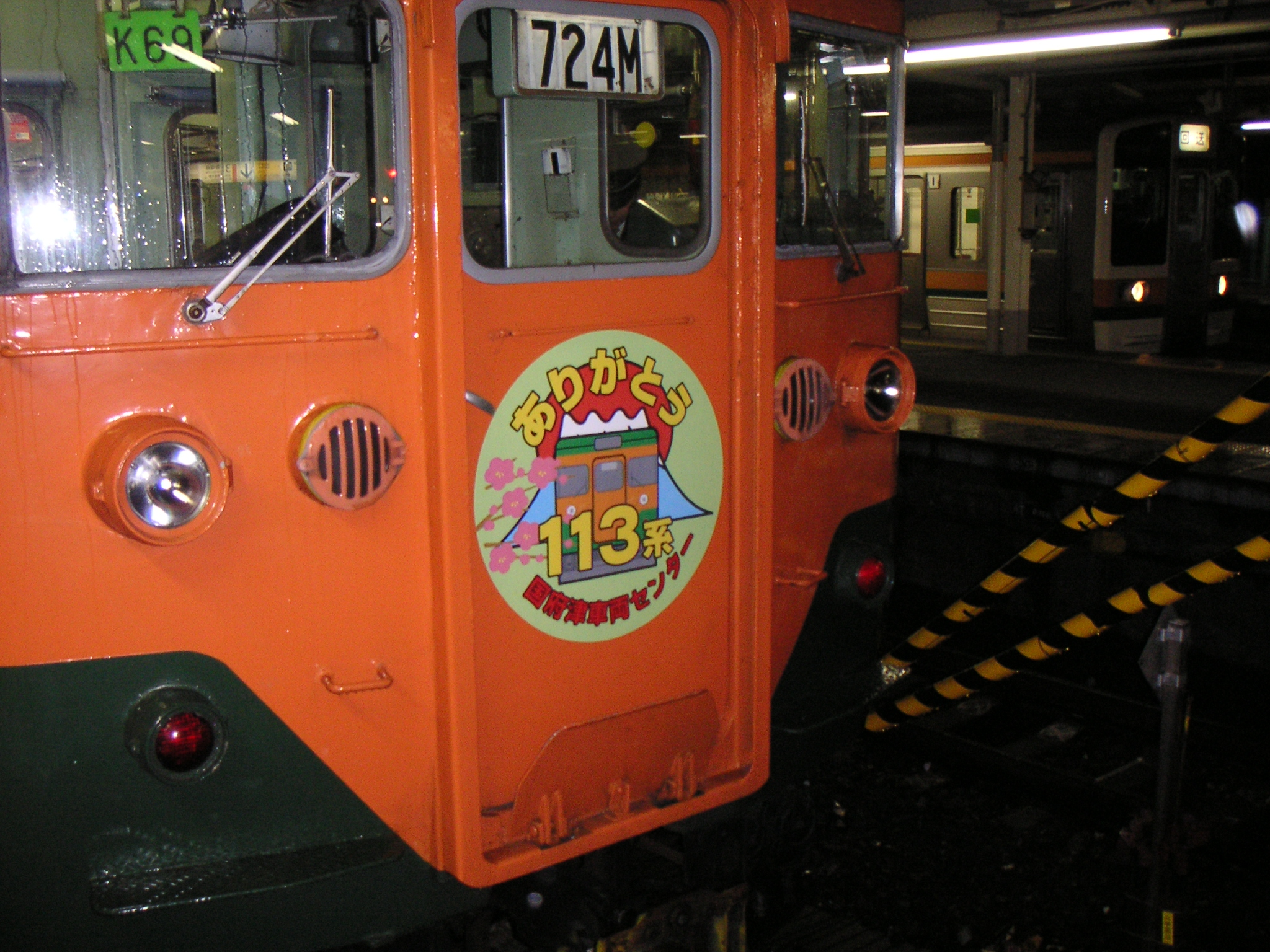
113系と桜・富士山・日の出
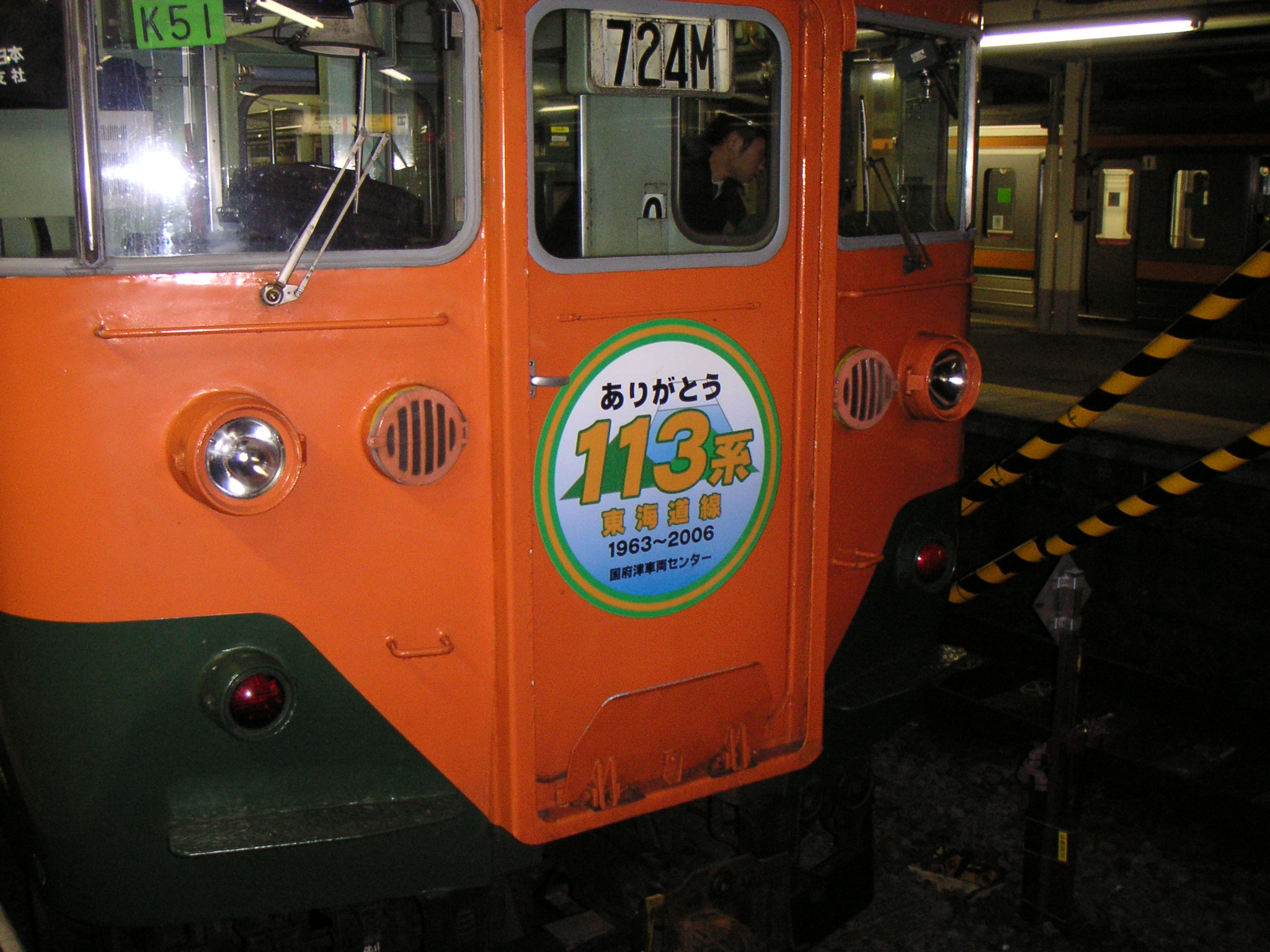
緑とオレンジの縁取りに山々
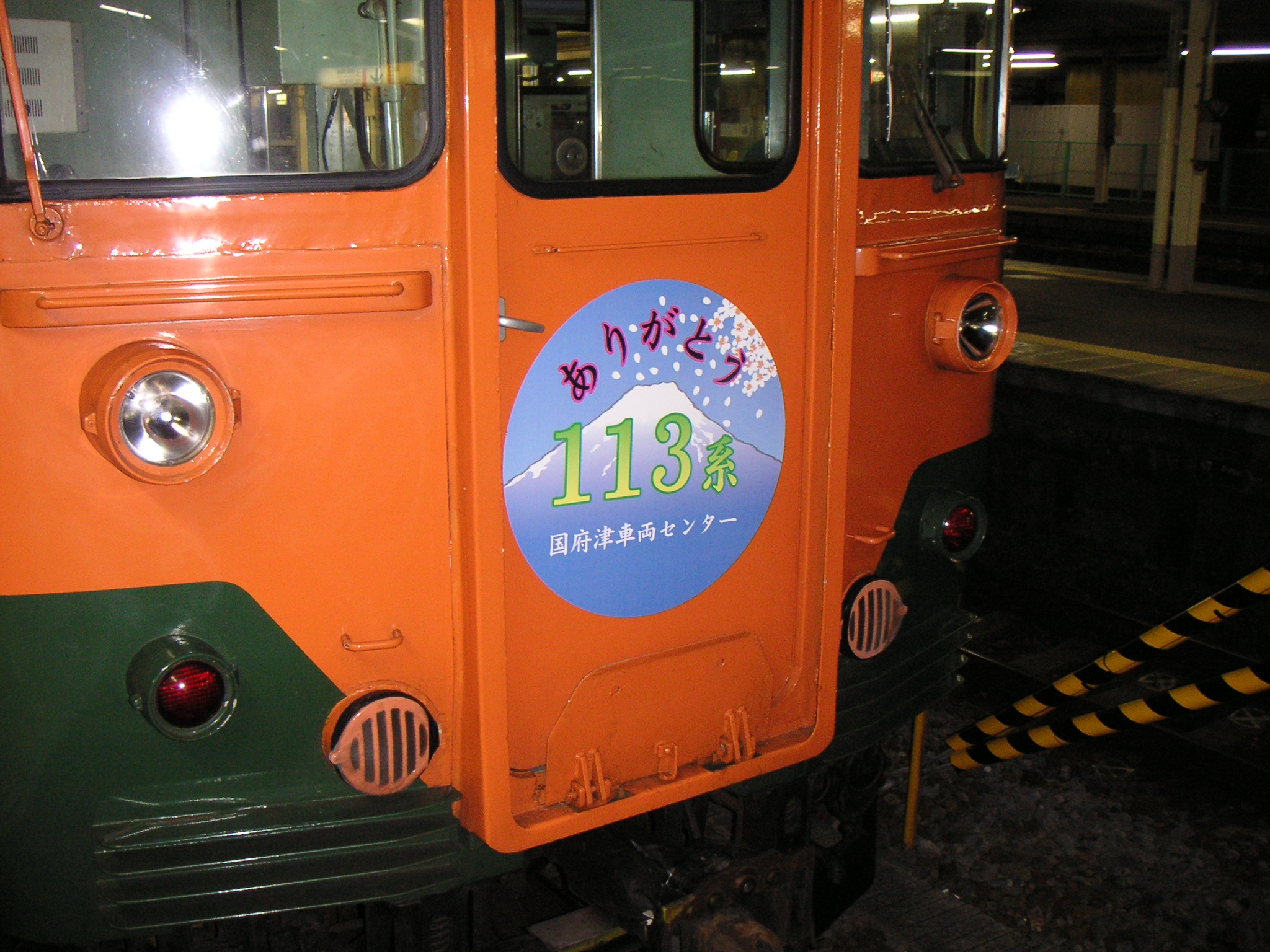
富士山と散り行く桜
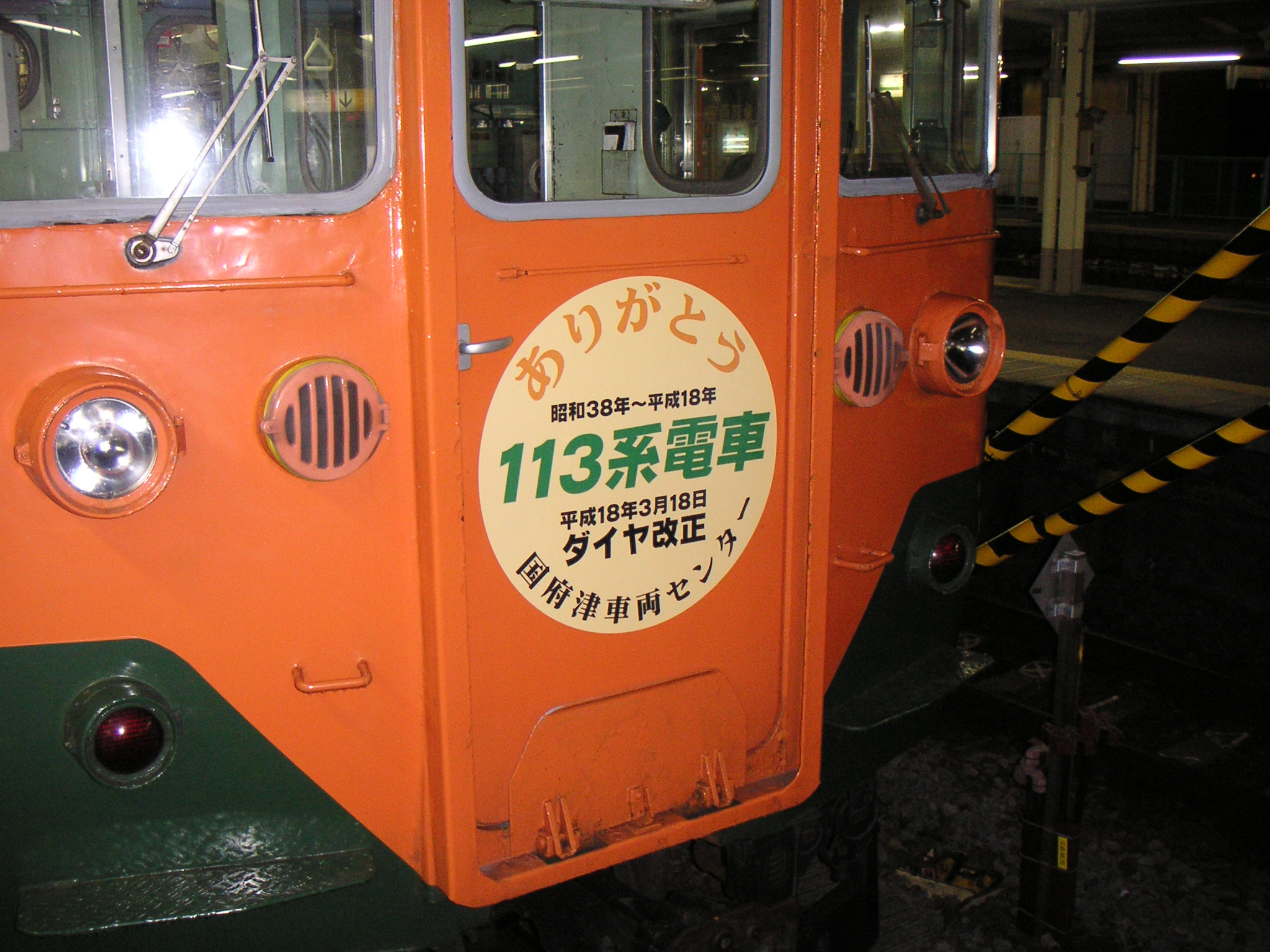
クリーム地に文字のみ
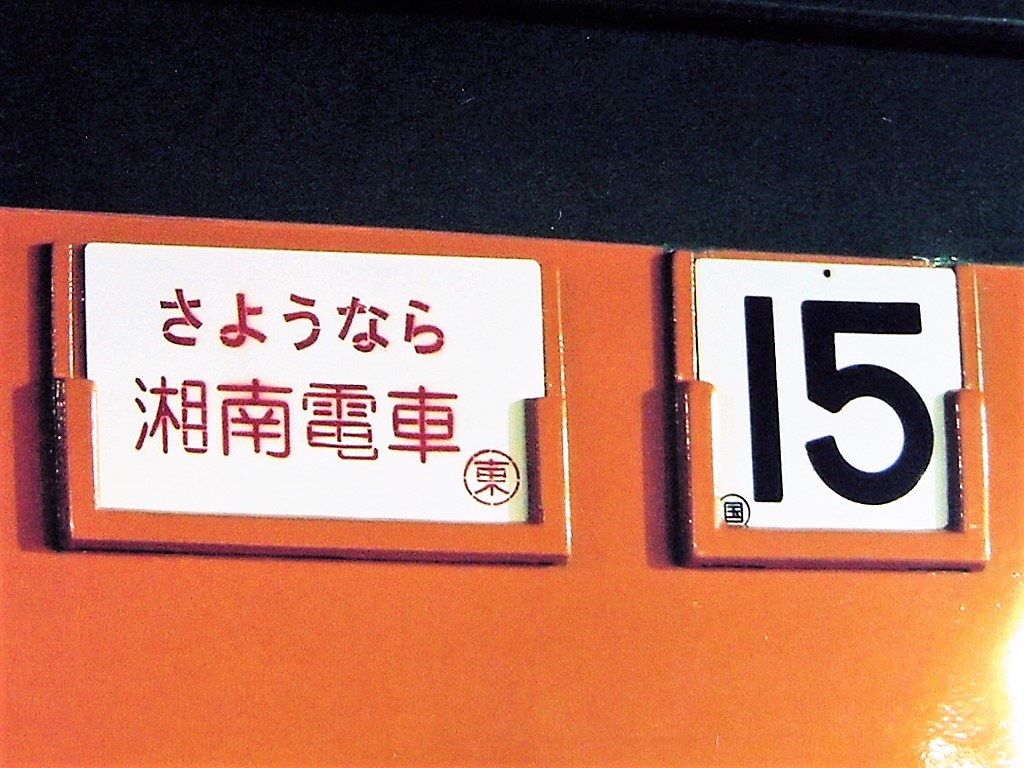
113系最終日に一部車両に挿入された横サボ

### 国府津機関区時代
蒸気機関車
- 1000形（2代） - （在籍1931年 - 1935年、1941年）
- D50形 - （在籍1931年 - 1939年）
- 2120形 - （在籍1933年、1947年 - 1951年）
- 2500形 - （在籍1935年 - 1943年）
- B10形 - （在籍1937年 - 1943年）
- 5500形 - （在籍1939年 - 1949年）
- D51形 - （在籍1941年 - 1951年）
- 6760形 - （在籍1947年 - 1955年）
- 8550形 - （在籍1947年）
- C50形 - （在籍1947年 - 1949年）
- D52形 - （在籍1947年 - 1965年）
- C12形 - （在籍1949年 -

1957年）
- C11形 - （在籍1959年 - 1965年）
- 「国鉄動力車配置表」1931年より1965年までの1945年を除く隔年分から『世界の鉄道』1967年、朝日新聞社

電気機関車
- ED10形 - （在籍1931年-1937年）
- ED11形 - （在籍1931年、1953年-1959年）
- ED12形 - （在籍1931年 - 1943年）
- ED13形 - （在籍1931年-1937年）
- ED15形 - （在籍1931年）
- ED54形 - （在籍1931年 - 1933年）
- EF50形 - （在籍1931年 - 1935年）
- EF51形 - （在籍1931年）
- EF52形 - （在籍1931年 - 1933年、1943年-1949年）
- EF53形 - （在籍1933年）
- EF54形 - （在籍1933年）
- EF10形 - （在籍1935年 - 1967年）
- ED23形 - （在籍1943年）
- EF12形 - （在籍1943年 - 1947年）
- EF13形 - （在籍1947年 - 1949年）
- EF14形 - （在籍1947年）
- EF15形 - （在籍1949年、1955年）
- EF57形 - （在籍1949年）
- ED17形 - （在籍1953年 - 1957年、1961年-1963年）
- 「国鉄動力車配置表」1931年より1967年までの1945年を除く隔年分から『世界の鉄道』1969年、朝日新聞社

## 配置車両以外について
- 時間帯によっては、大宮総合車両センター配置のE257系や、小山車両センター配置のE231系・E233系も留置される。
- 国府津電車基地として供用開始まもない1976年に、営業運転から退いた157系が廃車解体まで疎開留置された。